# 圣尼古拉堂 (布赖顿)
圣尼古拉堂（ 或 ）是英格兰南部布赖顿的一座圣公会教堂，是该镇现存最古老的建筑，位于市中心教堂街的高地，靠近主要购物区。1952年，该堂被列为II*级登录建筑